# Maria am Hauch

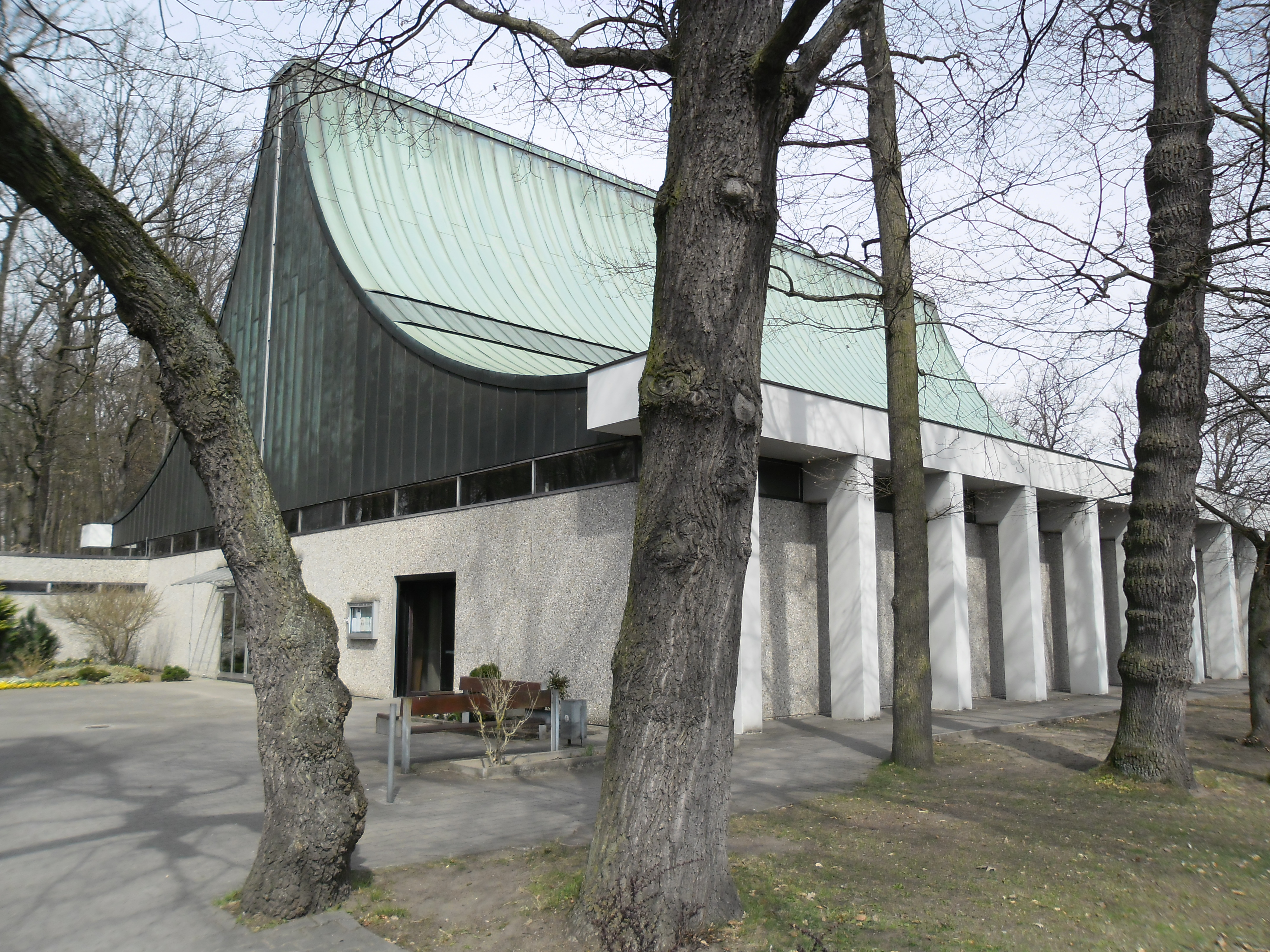
Außenraum

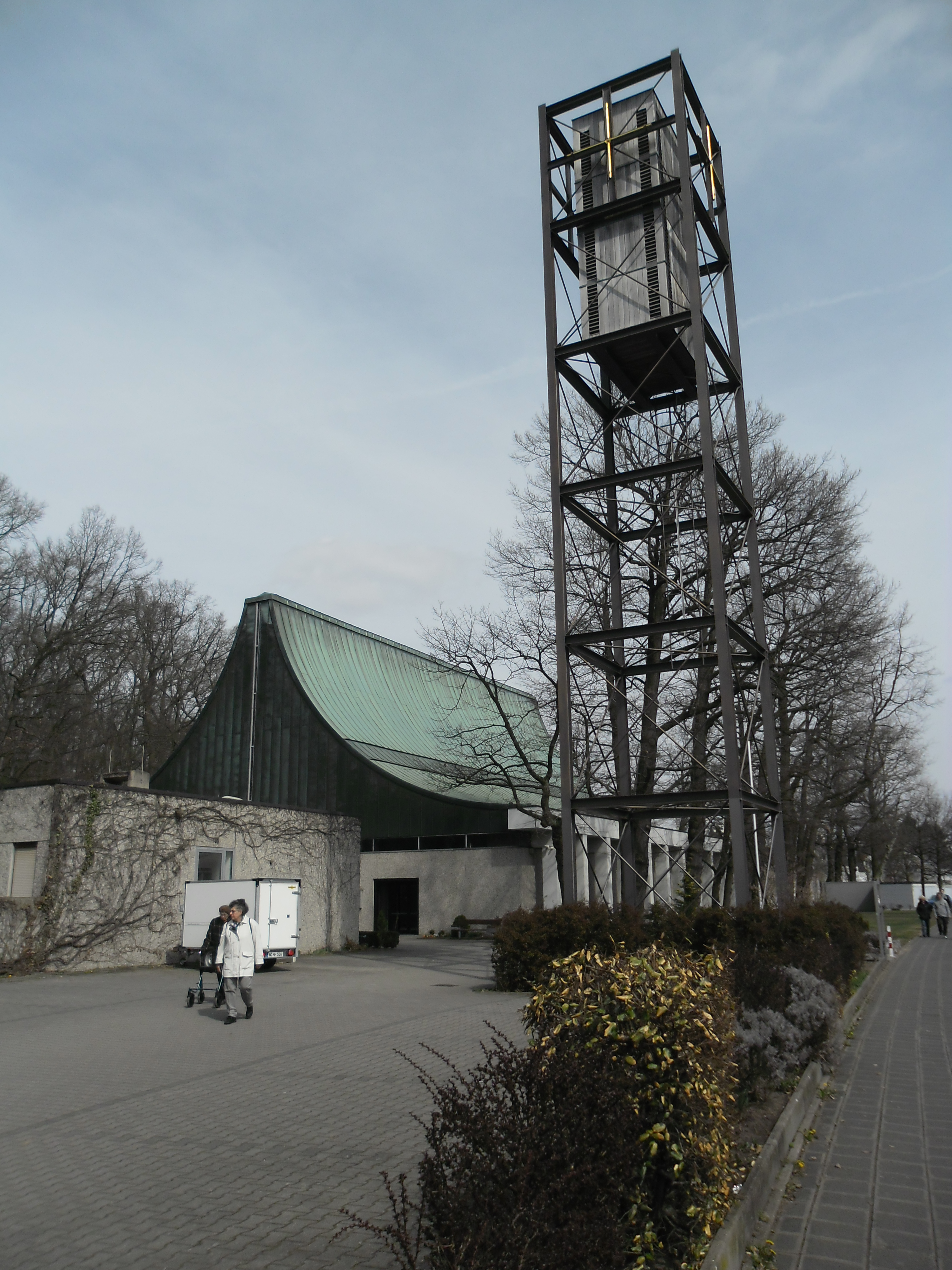
Maria am Hauch

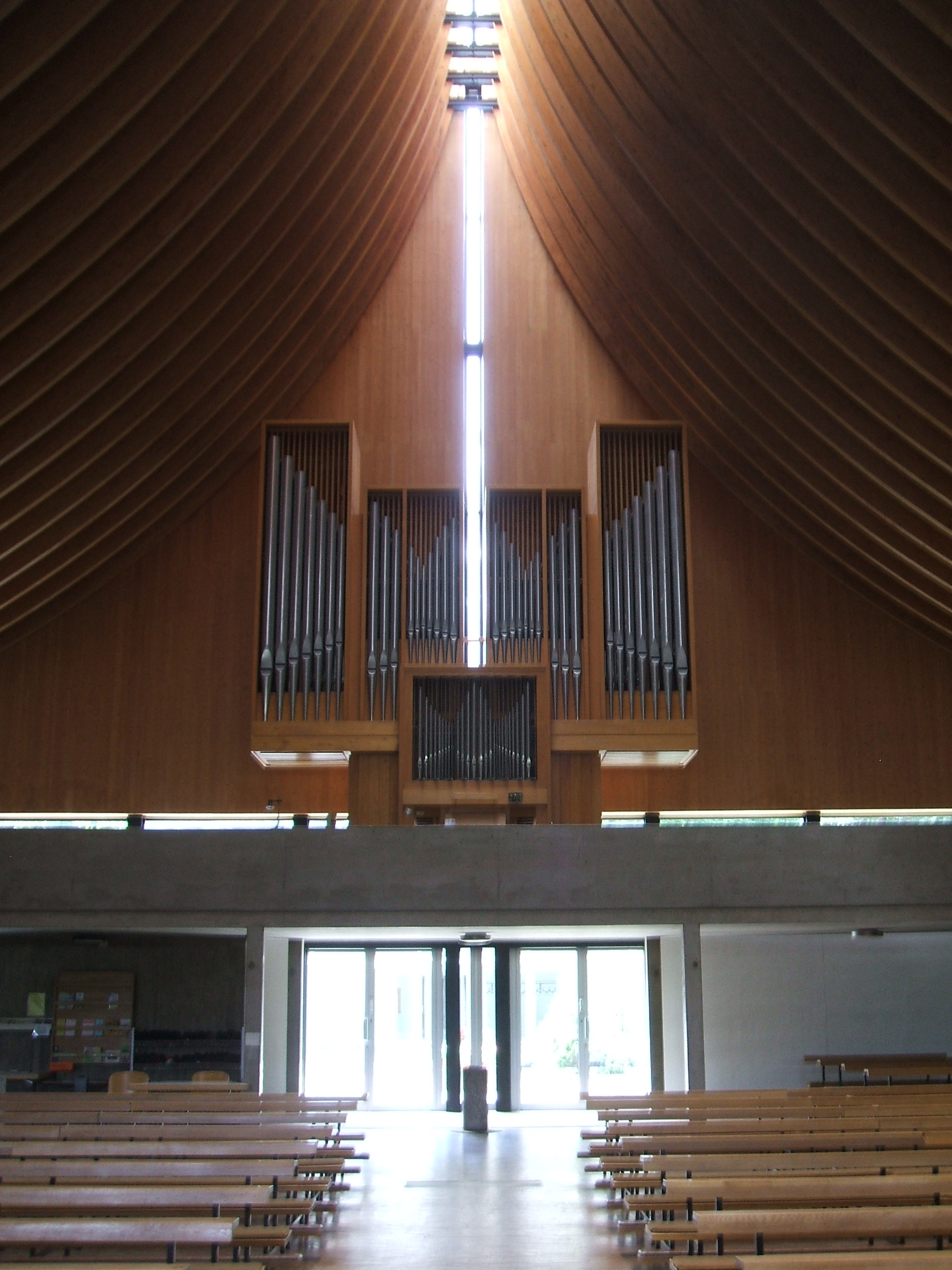
Innenraum

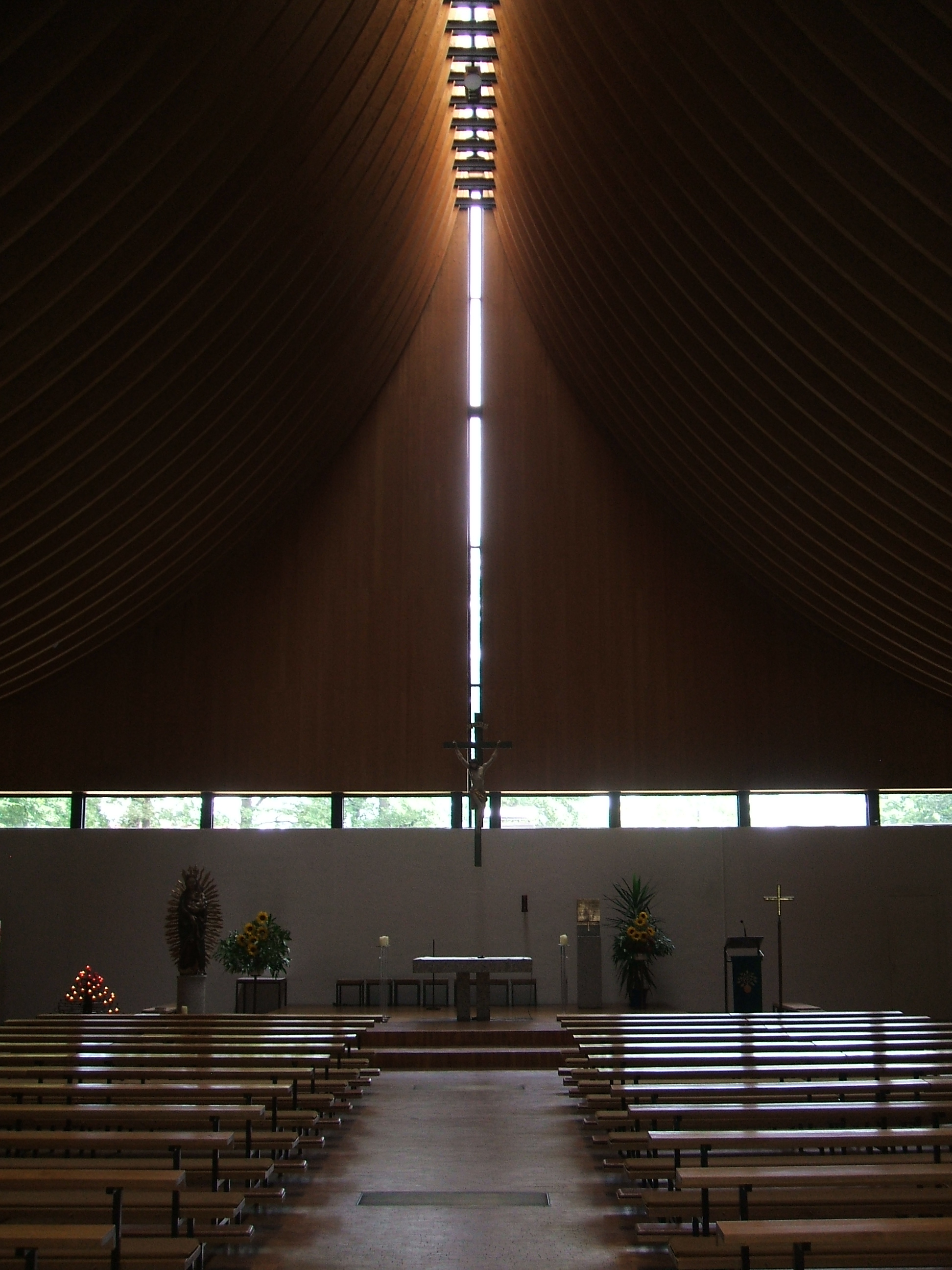
Innenraum

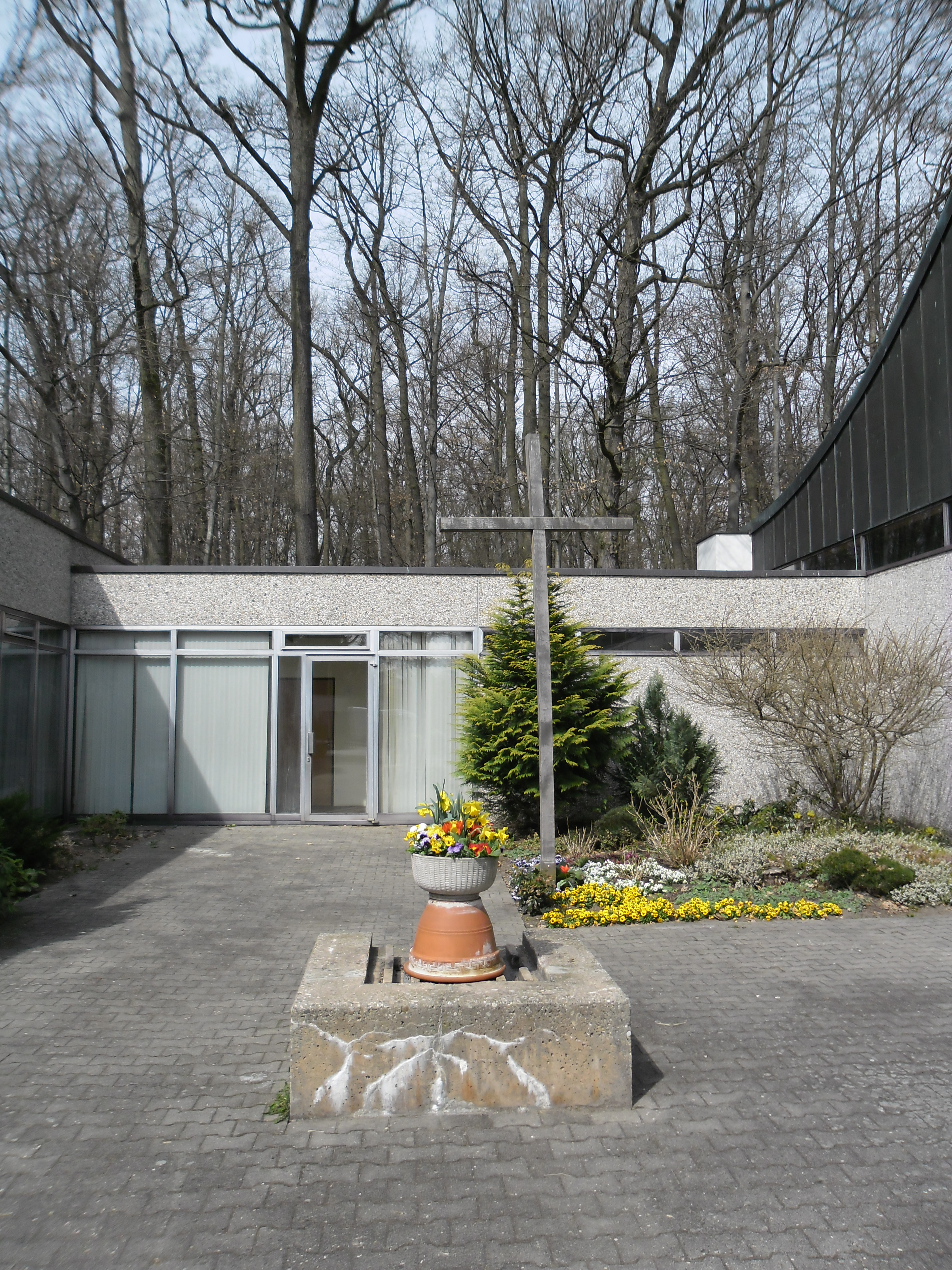
Pfarrhof

Die römisch-katholische Pfarrkirche Maria am Hauch – Maria, Mutter der Kirche (Herriedener Str. 55) in Nürnberg-Neuröthenbach, wurde in den Jahren 1967/68 nach Plänen des Münchner Architekten Jakob Semler errichtet. Das Patrozinium der Kirche ist Maria, Mutter der Kirche. Aus ökumenischer Rücksicht wird die Kirche und die Pfarrei Maria am Hauch bezeichnet. Der Hauch ist ein Hügel, auf dem die Kirche errichtet wurde. Die Kirche gehört dem Dekanat Nürnberg-Süd an.

## Geschichte
Maria am Hauch ist die erste seit der Reformation in Nürnberg erbaute Marienkirche. Mit dem Anwachsen der Röthenbacher Katholiken im 20. Jahrhundert wurde 1962 ein Grundstück für einen Kirchenneubau an der Ansbacher Straße erworben. 1966 wurde es im Rahmen der Stadtteilplanung gegen ein Grundstück an der Herriedener Straße getauscht. Der Bau der Kirche begann am 1. Juli 1967. Die offizielle Grundsteinlegung erfolgte durch Domkapitular Bernhard Mader am 3. September 1967. Die Kirch- und Altarweihe nahm am 12. Mai 1968 der Bamberger Weihbischof Martin Wiesend vor, da Eichstätt damals keinen Bischof hatte. 1969 wurde ein Pfarr- und Schwesternhaus gebaut.
Bischof Alois Brems erhob die vormalige Kuratie am 1. Mai 1972 zur Pfarrei und löste sie somit aus der Mutterpfarrei St. Walburga in Eibach heraus. Im Mai 1978 wurde eine zweimanualige Orgel mit 23 Registern geweiht. Sie war von der Firma G. F. Steinmeyer & Co. aus Oettingen erbaut worden. 1988 wurde der stählerne Glockenturm fertiggestellt.

## Architektur
Der moderne Langbau hat ein nach oben geschwungenes Dach. Die Stahlbetonteile nehmen den Schub der verleimten Holzdachbinder auf, die nicht tragenden Wandplatten sind an den Stützen befestigt. Die Traufhöhe beträgt 5,30 m, die Höhe des Firstoberlichts 17,50 m. Der Grundriss ist nahezu ein Quadrat von 30 auf 30 m. Durch die Konstruktion konnten die Baukosten gesenkt und die Bauzeit verkürzt werden. Die Baustoffe sind so gewählt, dass sie in Zukunft keiner Verschönerungsanstriche bedürfen und wie bei alten Kirchen durch Patina eher gewinnen.

## Projektbeteiligte
- Architekt: Jakob Semler, München (Mitarbeit: August Bader)
- Bauleitung: Franz X. Rauch, München
- Statik: Sailer & Stepan, München
- Leitungs-, Be- und Entwässerungsprojekt: Heinz Hauenstein, Nürnberg
- Elektroprojekt: Hans Müller, Nürnberg
- Gartengestaltung: Hermann Thiele, Nürnberg
- Bildhauer: Blasius Gerg, Glonn
- Goldschmied: Erhard Hössle, Ebenhausen-Zell
- Messgewand: Inge Müller, München
- 1986, 3 kreuzförmige Mosaike: Peter Recker
- 1983, Kreuzweg: Peter Recker